# Ponazyriowo
Ponazyriowo (ros. Поназырево) – osiedle typu miejskiego w środkowej części europejskiej Rosji, na terenie obwodu kostromskiego.
Ponazyriowo leży na terenie rejonu ponazyriewskiego, którego ośrodek administracyjny stanowi.
Miejscowość leży nad rzeką Nieja (dopływ Wietługi) i liczy 4.696 mieszkańców (1 stycznia 2005 r.).
Osada została założona w 1906 r.